# Cadillac Ranch (Bruce Springsteen)
Cadillac Ranch è un singolo di Bruce Springsteen del 1981, appartenente al suo quinto album The River.

## Musica e testo
Il titolo del brano deriva da Cadillac Ranch ad Amarillo, Texas, che consiste in una scultura che mostra dieci auto rottamate di marca Cadillac posizionate in modo da dare l'impressione di essere piantate nel terreno. L'installazione rappresenta per Springsteen una metafora della transitorietà della vita e l'inevitabilità della morte; il critico musicale Dave Marsh definì il brano "una delle canzoni più intelligenti di sempre riguardo l'inevitabilità della morte".
Nella canzone sono citati Burt Reynolds e James Dean, sebbene durante i concerti Springsteen sia piuttosto flessibile con i nomi usati.

## Cover
Il brano è stato registrato da vari artisti, tra cui:
- Gli Status Quo sul loro album Back to Back del 1983 (tra le tracce bonus);
- Warren Zevon, durante il tour del 1982;
- La Nitty Gritty Dirt Band, nel loro album Plain Dirt Fashion del 1984.